# 피그미과일박쥐속
피그미과일박쥐속(Aethalops)은 큰박쥐과에 속하는 박쥐 속의 하나이다. 2종으로 이루어져 있다.

## 특징
소형과 중형 박쥐로 몸길이는 65~73mm, 전완장은 42~52.8mm이다. 몸무게는 최대 24g이다. 털이 길고 무성하며 양털처럼 부드럽다. 몸은 대체로 짙은 회색부터 거무스레한 색을 띤다. 주둥이가 비교적 짧고 넓은 반면에 귀는 상대적으로 작다.

## 하위 종
- 보르네오과일박쥐 (A. aequalis)
- 피그미과일박쥐 (A. alecto)